# Bataille de Messifre
Grande révolte syrienne
La bataille d'al-Musayfirah (également orthographié bataille de Messifre ou bataille de Moussiefre) a été l'un des principaux combats entre les Druzes rebelles et l'Armée française le 17 septembre 1925, au cours de la phase précoce de la Grande Révolte Syrienne, qui a continué jusqu'en 1927. Après les premières victoires des rebelles contre les forces françaises pendant les batailles d'al-Kafr et d'al-Mazraa, une avant-garde de l'Armée française, sous la direction du Général Maurice Gamelin, fut envoyée au village d'al-Musayfirah le 15 septembre. Après s'être assurées de la sécurité du village et de ses habitants, les troupes mirent en place des fortifications pour préparer un assaut sur Soueïda.
La bataille commença le 16 septembre, lorsque les Druzes rebelles lancèrent, tôt le matin, l'attaque contre les positions françaises. Incapables de franchir significativement les lignes françaises, les rebelles connurent de lourdes pertes après le lever du soleil lorsqu'ils furent constamment bombardés par les avions français pendant trois heures. Les rebelles se replièrent, bien qu'un certain nombre furent capturés par les forces françaises. Plusieurs habitants d'al-Musayfirah furent également tués avant et pendant la bataille. La victoire française, la première importante lors de la révolte, a ouvert la voie à la prise d'al-Suwayda le 24 septembre, mais les troupes se retirèrent deux mois plus tard, en raison des conditions inhospitalières.

## Avant la bataille
Après la défaite des Ottomans et leur retrait de la Syrie, le pays fut occupé par la France en 1918. Celle-ci reçut plus tard Mandat français sur la zone. Elle a mis en place plusieurs entités autonomes (État de Damas, État d'Alep, Grand-Liban, État Alaouite et État des Druzes). Ce dernier, composé à majorité druze habitant la région de Jabal al-Arab (aussi connue comme la région de Jabal al-Druze) région sud-est de la Syrie, à l'est du Hauran.
Alors que les Druzes bénéficiaient d'une certaine autonomie de pouvoir de la part du régiment Damas, des tensions surgirent lorsque les habitants se rendirent compte de l'implication croissante des autorités françaises. Ceux-ci avaient l'impression que les Français s'ingéraient dans leurs affaires et sapaient la domination traditionnelle, notamment de la famille Al-Atrash. À partir de 1922, un certain nombre d'incidents impliquant les deux parties ont finalement conduit le chef des Druzes, le Sultan Pacha al-Atrash à se soulever contre les Français en juillet 1925, soulèvement qui devint la Grande Révolte Syrienne. Les Druzes gagnèrent plusieurs batailles, dont les plus importantes furent al-Kafr et al-Mazraa mi-juillet et fin juillet. Les forces françaises défaites furent placées sous le commandement du général Maurice Gamelin, arrivé à Damas à la mi-septembre pour rassembler les troupes et les préparer à un mouvement vers al-Musayfirah, situé à l'ouest de la région de Jamal et, à partir de là, vers Soueïda, la principale ville de la région de Jamal.
Les habitants de Al-Musayfirah avaient accepté les règles du mandat et plié aux contraintes de l'impôt et des taxes par les autorités françaises. Pour ces dernières, cela suffisait à considérer le village comme soumis, par opposition à ceux qui se rebellaient. Cependant, pendant le soulèvement, les habitants d'al-Musayfirah accueillirent les rebelles, s'attirant ainsi la colère des autorités. Le village était désormais considéré comme "traître" par les autorités et donc passible des pires châtiments : exécution de la majorité des résidents de sexe masculin et de démolition de maisons. En général, la plupart des villages le long de la ligne de front de la Hauran étaient dans une position inconfortable, risquant à la fois des représailles de la part des autorités pour avoir accueilli les rebelles ou de la part de ces derniers pour ne pas les avoir accueillis. Cependant, les exécutions furent rarement appliquées par les rebelles en tant que mesure punitive contre les villages récalcitrants.

## Bataille
Le 15 septembre, al-Musayfirah était occupée par 600  à   800 soldats français, provenant d'abord de la Légion Étrangère et répartis entre les 5e Bataillon du 4e Régiment étranger d'infanterie (4e REI) commandé par le commandant Kratzert et 4e Escadron du 1er régiment étranger de cavalerie (REC) commandé par le capitaine Landriau. Ces troupes avaient été envoyées vers l'avant par le général Gamelin. À leur arrivée, les habitants d'al-Musayfirah furent soit expulsés, soit tués. Les forces armées françaises commencèrent immédiatement à établir des fortifications autour du village, à construire des murs de pierres, à creuser des tranchées et à installer des fils de fer barbelés et des mitrailleuses. Quelques jours auparavant, les chefs rebelles s'étaient réunis à 'Ara à l'est et, ayant eu connaissance préalable de la tentative des Français de prendre le contrôle d'al-Musayfirah, prévu une attaque. Un informateur participant à la réunion avait informé les autorités françaises, qui, maintenant, s'attendaient à une attaque par les Druzes.
Dans la journée du 15, l'escadron, en reconnaissance aux alentours du village, est pris à partie par une force druze de près de 800 hommes chargeant depuis les hauteurs,.
Cherchant à attaquer les positions françaises avant l'arrivée du gros des troupes de Gamelin en provenance de Damas, les rebelles lancèrent l'assaut contre al-Musayfirah le 16 septembre. Alors qu'ils avaient attaqué sans discontinuer pendant près de 10 heures, ils étaient systématiquement repoussés par le feu des mitrailleuses,. Les rebelles lancèrent un deuxième assaut tôt le matin du 17 septembre (vers 4h du matin)  mais, une fois de plus, peu d'entre eux réussirent à franchir les lignes de défense,. Cependant, un certain nombre de rebelles réussirent tout de même à tendre une embuscade aux légionnaires français dans les rues étroites d'al-Musayfirah. Cette partie de la bataille fut largement marquée par un combat au corps-à-corps bien que la majorité des troupes françaises soient des cavaliers,. En début d'après-midi, les avions français bombardèrent les forces rebelles 27 fois en l'espace de trois heures. Une colonne de secours, composée d'un bataillon du 16e régiment de tirailleurs tunisiens, sous le commandement de colonel Édouard Andréa arriva dans la soirée.

## Conséquences
Les Druzes perdirent dans ce combat plusieurs centaines d'hommes, bien que les sources divergent sur ce point. Michael Provence les évalue entre 300 et 400, tandis que Jean-Denis Lepage écrit qu'ils étaient proches de 500. Parmi les morts rebelles figurait le chef de Rasas, le Cheikh Salman Hamza ainsi que ses quatre fils. Du côté français, 46 soldats avaient été tués et 83 blessés, alors que tous les chevaux de cavalerie avaient été perdus, bien qu'ils n'aient pas pu être utilisés. Il y eut aussi environ 500 blessés druzes capturés après la bataille comme des prisonniers de guerre. Sous le commandement du colonel Andrea ils durent empiler les habitants et rebelles tués devant le village afin de servir d'exemple. Les prisonniers de guerre furent exécutés par la suite. La bataille d'al-Musayfirah a marqué la première victoire française dans cette révolte.
Le 5e bataillon du 4e RE et le 4e escadron du 1er REC sont alors cités à l'ordre de l'armée du Levant.
Le général Gamelin arriva à al-Musayfirah le 19 septembre par le train depuis la gare d'Izra'. Le 21 septembre Gamelin, à la tête de 8 000 hommes marcha sur al-Suwayda. Après une résistance minime, les Français s'emparèrent de la ville, mais revinrent à al-Musayfirah au bout de deux mois, en raison de la quasi-désertion d'al-Suwayda par ses habitants, du manque d'eau et des abords montagneux dominés par les rebelles. Bien que de nombreux chefs Druzes firent allégeance à la France à l'issue de la défaite d'al-Musayfirah, ce repli fut interprété par les rebelles ainsi que leurs sympathisants en Syrie comme une victoire sur l'armée française.
Un monument fut plus tard érigé à al-Musayfirah en l'honneur des rebelles tués au cours de la bataille.